# Championnat des îles Caïmans de football de deuxième division
Le Championnat des îles Caïmans de football D2 (ou Division One) est le championnat de deuxième division des îles Caïmans organisé par la Cayman Islands Football Association.
Ce championnat s'est déroulé par intermittences de 2001 à 2017. À partir de la saison 2017-2018, la fédération décide de regrouper tous les clubs (Premier League et Division One) en un championnat unique de 14 clubs. 

## Les clubs de l'édition 2016-2017
- Academy SC B
- Alliance FC
- Cayman Brac FC
- East End United FC
- Elite SC B
- Future SC
- George Town SC
- North Side SC
- Savannah Tigers SC

## Palmarès

### Par édition[1]
| Année     | Champion                 | Vice-champion       |
| 2000-2001 | Latinos FC               | Roma FC             |
| 2008-2009 | Bodden Town FC           | Academy FC          |
| 2009-2010 | East End United FC       | Academy FC          |
| 2010-2011 | Cayman Athletic SC       | Academy SC          |
| 2011-2012 | North Side SC            | Academy SC          |
| 2012-2013 | Sunset FC                | Roma United SC (en) |
| 2013-2014 | Roma United SC           | Tigers FC           |
| 2014-2015 | Academy SC               | ??                  |
| 2015-2016 | Latinos FC               | North Side SC       |
| 2016-2017 | George Town SC           | Cayman Brac FC      |
| 2020-2021 | Scholars International B | Alliance FC         |
| 2022      | Roma United SC (en)      | Cayman Athletic SC  |
| 2022-2023 | 345 FC                   | Alliance FC         |
| 2023-2024 | Tigers FC                | East End United FC  |